# Nachal Bikra
Nachal Bikra (hebrejsky נחל בכרה) je vádí v jižním Izraeli, na pomezí Judských hor (respektive Hebronských hor) a severní části Negevské pouště.
Začíná v nadmořské výšce okolo 450 metrů v kopcovité polopouštní krajině na severním okraji pohoří Harej Anim. Směřuje pak k jihozápadu. Východně od beduínského města Chura a jižně od lokální silnice číslo 316 ústí zleva do vádí Nachal Jatir.